# Тоциљевац
Тоциљевац је насељено место у општини Нова Рача, Бјеловарско-билогорска жупанија, Република Хрватска.

## Историја
До нове територијалне организације у Хрватској место је припадало бившој великој општини Бјеловар.

## Становништво
Насеље је према попису становништва из 2011. године имало 94 становника.
| Националност       | 1991.        |
| Хрвати             | 116 (97,47%) |
| Срби               | 0            |
| Југословени        | 0            |
| остали и непознато | 3 (2,52%)    |
| Укупно             | 119          |